# ایوان کوسیچ
ایوان کوسیچ (Ivan Kvesić؛ متولد ۱۳ اکتبر ۱۹۹۶) یک ورزشکار کاراته کرواسی است که در مسابقات کاراته قهرمانی جهان ۲۰۱۸ که در مادرید، اسپانیا برگزار شد، مدال طلا را از آن خود کرد.